# François Meynard
François Meynard est un homme politique français né le 20 août 1756 à Vanxains où il est mort le 10 août 1828.
Avocat à Périgueux avant la Révolution, il devient maire de Vanxains, vice-président du district et accusateur public au tribunal. Il est député de la Dordogne de 1792 à 1805 et de 1815 à 1827. Il vote la détention pour Louis XVI. Il siège au conseil des Cinq-Cents, puis au corps législatif. Il est nommé vice-président du tribunal de Périgueux en 1811. Sous la Restauration, il siège avec la majorité royaliste.

## Décoration
- Chevalier de la Légion d'honneur (5 mars 1810)

## Sources
- « François Meynard », dans Adolphe Robert et Gaston Cougny, Dictionnaire des parlementaires français, Edgar Bourloton, 1889-1891 [détail de l’édition]